# Kuraz
Kuraz är ett distrikt i Etiopien. Det ligger i den sydvästra delen av landet, 500 km sydväst om huvudstaden Addis Abeba.